# Elizabeth Robertson
Elizabeth Jane Robertson (3 de julio de 1957) es una bióloga del desarrollo británica que trabaja en la Escuela de Patología Sir William Dunn de la Universidad de Oxford. Es profesora de biología del desarrollo  en Oxford e investigadora principal de Wellcome Trust.Es conocida sobre todo por sus trabajos pioneros en genética del desarrollo, en los que se demostró que se podrían introducir mutaciones genéticas en la línea germinal del ratón mediante el uso de células madre embrionarias genéticamente alteradas. Este descubrimiento abrió un importante campo de experimentación para el campo de la biología y la medicina.

## Trayectoria
Robertson obtuvo su licenciatura en Artes de la Universidad de Oxford. Obtuvo un doctorado de la Universidad de Cambridge en 1982 bajo la supervisión del bioquímico y genetista Martin Evans. Después de su doctorado, permaneció en la Universidad de Cambridge para realizar su beca postdoctoral y continuó trabajando allí como ayudante de investigación una vez finalizada su beca. Fue profesora primero en la Universidad de Columbia y luego en la Universidad de Harvard antes de trasladarse a la Universidad de Oxford.
En su laboratorio de Columbia, fue la primera en demostrar que las células madre embrionarias portadoras de mutaciones genéticas podrían contribuir a todas las partes del cuerpo del ratón adulto, incluidas las células que finalmente forman los gametos, es decir, los espermatozoides y los óvulos, permitiendo que estas mutaciones se transfieren a la siguiente generación. Utilizó este enfoque para probar el papel de factores de crecimiento específicos en el desarrollo embrionario y para detectar genes previamente desconocidos que impiden el desarrollo normal.
El trabajo de Robertson fue uno de los primeros en demostrar que la alteración de muchos genes tiene un efecto sorprendentemente escaso sobre el desarrollo y el fenotipo del organismo, contribuyendo a un desafío de larga duración en la comprensión de la robustez de los sistemas biológicos. También ha hecho contribuciones significativas a la cuestión de cómo el embrión temprano determina la polaridad anteroposterior que modela el embrión desde la cabeza hasta la cola y los mecanismos que modelan el embrión de izquierda a derecha.
Robertson trabaja como editora de la revista Development. Forma parte de los consejos editoriales de Developmental Biology, Current Opinion in Genetics & Development, y Developmental Cell.

## Reconocimientos
- 2016: Medalla Real "for her innovative work within the field of mouse embryology and development, establishing the pathways involved in early body planning of the mammalian embryo."
- Miembro de la Royal Society, since 2003
- Member of the Organización Europea de Biología Molecular (EMBO) since 2002[22]
- Wellcome Trust Principal Research Fellow
- Chair of the British Society for Developmental Biology
- Winner of the 2008 Edwin G. Conklin Medal (The Society for Developmental Biology)[8]
- Fellow at the David and Lucile Packard Foundation 1990–1995[8]
- Chair of General Motors Cancer Research Foundation[23]
- Sloan Prize Committee[23]
- Member of General Motors Cancer Research Foundation Assembly[23]
- Associate member of the Organización Europea de Biología Molecular[23]
- 2011 Member of Academia Europaea (MAE)[23]
- 2011 Suffrage Science award
- 2009 Waddington Medal[23]
- 2007 Universidad Rockefeller Pearl Meister Greengard Prize[23]
- 1992 The American Association for Cancer Research: Cornelius P Rhoads Award[23]
- 1990–1995 Stohlman Scholar for the Leukemia Society of America[23]
- 1990 Irma T Hirschl Career Development Award[23]
- 1989 March of Dimes Basil O'Connor Starter Scholar Award[23]